# Terremoto de Guayanilla de 2020
El terremoto de 6,4 al suroeste de Puerto Rico fue el evento principal de un enjambre sísmico que comenzó en la falla de Montalva desde el 28 de diciembre de 2019. Fue un terremoto submarino que ocurrió en la costa suroeste de Puerto Rico el 7 de enero de 2020 a las 04:24 hora local (08:24 UTC), con epicentro a 11,7 kilómetros (7 mi) al sur de Yauco, Puerto Rico, e hipocentro a 7,4 km (5 mi) bajo el lecho marino. 
El terremoto despertó a todos los puertorriqueños en la madrugada del 7 de enero de 2020, dejando a toda la Isla sin energía eléctrica y con apreciable destrucción en el suroeste de la misma. 
En el municipio de Ponce se reportó el primer fallecimiento de un hombre de 73 años de edad a causa de una pared que colapsó sobre el causándole la muerte.
El 10 de enero se reportó el segundo fallecimiento en el municipio de Guayanilla, donde una mujer a causa de las réplicas del terremoto se encontraba en su casa aparentemente en el baño donde la casa colapsó y quedó pillada en el baño causándole a esta la muerte. Ese mismo día se reportó el tercer fallecimiento de una anciana de 92 años en el municipio de Yauco a causa de un infarto masivo causándole la muerte. 
Hasta ahora es el tercer terremoto más fuerte en la historia de Puerto Rico. 
En los pueblos de Yauco, Guanica y Guayanilla colapsaron más de 300 casas en cada municipio, además colapsaron más de 5 escuelas en el suroeste del país, la mayoría de ellas en Guanica y Yauco. En el pueblo de Guayanilla una iglesia colapsó también. Desde 1988, la Red Sísmica de Puerto Rico ha advertido acerca de la posibilidad de terremotos dañinos en la isla.                                          
La ubicación de Puerto Rico al sur de varias fallas geológicas y de la fosa submarina conocida como la fosa de Puerto Rico —con una longitud de 1500 kilómetros— que es El límite entre dos placas tectónicas, la placa de Norteamérica al norte y la placa del Caribe al sur. Dicha fosa es una zona de subduccion oblicua por lo cual el riesgo de eventos sísmicos siempre está presente y resulta prácticamente imposible predecir la ocurrencia de este tipo de movimientos telúricos. 
A causa del terremoto del 7 de enero de 2020 colapsó el sistema energético de Puerto Rico, provocando  graves daños a las principales plantas generadoras de electricidad, Costa Sur ubicada en Guayanilla. Las plantas de electricidad en PR se apagaron luego del terremoto como medida de seguridad del sistema.

## Terremoto y daños
La secuencia comenzó el 28 de diciembre de 2019 con un terremoto M 4.7, seguido de cerca por un evento M 5.0 en las primeras horas del 29 de diciembre. Varios terremotos de M <5 ocurrieron en los próximos días con el evento M 5.8 a las 6:32 AM (hora local) el 6 de enero. El evento M 6.4 más grande ocurrió a la mañana siguiente, seguido de un evento M 5.6 dentro de 10 minutos y otro de M 5.0 aproximadamente 15 minutos después de eso. El evento M 6.4 tuvo un mecanismo focal consistente con fallas normales en una falla con tendencia WSW-ENE.
- 28 familias perdieron sus hogares en Lares.[4]
- La Catedral de Ponce sufrió daños.[5][6]
- La Iglesia Católica San Miguel Arcángel de Utuado sufrió daños.<ref>.
- Al menos tres edificios residenciales de gran altura en Ponce quedaron inutilizados, dejando a los residentes sin hogar.
- El día 13 de enero, se informó que unas 3.000 viviendas habían sido destruidas o dañadas significativamente, para el 14 de enero el número de personas sin hogar en toda la región había aumentado a 8.000.
- En Ponce. sufrieron dañados tanto edificios históricos cómo modernos.
- Según el alcalde de Yauco, había 3.200 viviendas con algún grado de daño.
- El terremoto del 7 de enero destruyó numerosas estructuras, incluyendo la escuela primaria Agripina Seda en Guánica y la iglesia de la Inmaculada Concepción en Guayanilla. También fueron severamente dañados el Complejo Recreativo y Cultural La Guancha, que quedó inoperable y donde 24 establecimientos debieron cerrar sus operaciones, y el Auditorio Juan Pachíns Vicéns. El edificio moscoso del Ayuntamiento de Ponce también resultó dañado.
- La réplica de 5.9 del 11 de enero infligió más daños. Entre las estructuras dañadas por esta réplica se encuentran el edificio del gobierno municipal de Ponce Servicios, Museo de la Masacre de Ponce, Residencia Armstrong-Poventud y Casa Vives.
- El 11 de enero, solo Ponce. había sufrido daños estimados en $ 150 millones. Para el 14 de enero de 2020, la vicealcaldesa de Ponce. estimó el costo de los daños hasta el momento en su pueblo, uno de los más afectados, en mil millones de dólares. Las pérdidas financieras se calcularon en 3.100 millones de dólares estadounidenses
- El terremoto del 2 de mayo de magnitud 5.5 causó más daños a los edificios en Ponce. También se reportaron algunos cortes de energía.